# بونگکووو
بونگکووو (به لهستانی:  Bonikowo) یک روستا در لهستان است که در گمینا کوشچیان واقع شده‌است. بونگکووو ۴۸۳ نفر جمعیت دارد.